# Antun Mihalović
Antun pl. Mihalović (Feričanci, 17. srpnja 1868. – Zagreb, 21. rujna 1949.), pravnik i političar, bio je posljednji hrvatski ban prije raspada Austro-Ugarske Monarhije. Bansku je dužnost obnašao od 1917. do 1919. godine.

## Obrazovanje i politička karijera
Antun pl. Mihalović potječe iz hrvatske plemenitaške obitelji Mihalovića. Stric Josip Mihalović bio je zagrebački nadbiskup (1870. – 1891.) i kardinal. Pohađao je bečku akademiju Theresianum, a kasnije je studirao pravo na sveučilištima u Beču i Grazu. Nakon studija ušao je u službu Zemaljske vlade Hrvatske, Slavonije i Dalmacije kao upravni činovnik. 1894. služi u kotaru Virovitica, a 1898. unaprijeđen je i premješten u Donji Miholjac. U isto vrijeme upravljao je svojim dijelom obiteljskih posjeda u Čepinu. 1901. izabran je za zastupnika u Hrvatski sabor. Između 1904. i 1907. bio je nadžupan Virovitičke županije i grada Osijeka. Nakon toga posvećuje se gospodarstvu, upravlja svojim dobrom Feričancima te sudjeluje u upravi nekoliko tvrtki. U to vrijeme postaje jedan od najistaknutijih članova Hrvatsko-srpske koalicije te je bio iznimno aktivan u Saboru. Na izborima 1913. izabran je za zastupnika kotara Vukovar.

## Banovanje
Na bansku dužnost imenovan je 29. lipnja 1917. po odlasku Ivana Skerlecza, na kojeg je pokušan atentat. Njegovo imenovanje dočekano je s odobravanjem i velikom nadom, jer, za razliku od Skerlecza, nije bio instrument dvora, već pripadnik saborske većine. Istovremeno je imenovan za člana Tajnog dvorskog vijeća. Za podbana i predstojnika odjela unutarnjih poslova imenovao je Vinka Kriškovića. Tijekom raspada Monarhije i tzv. prevrata u Zagrebu bio je ključan u organizaciji novih tijela vlasti. Držao je govore u kojima se zalagao za uspostavu zajedničke južnoslavenske države i sjedinjenje sa Srbijom. U svibnju 1918. na saborskoj raspravi izazvao je senzaciju kad je na napade frankovaca odgovorio da je u posjedu dokumenta kojim su pravaški prvaci na početku rata od dvora tražili zabranu ustavnog i političkog života u Hrvatskoj i uvođenje vojnog komesarijata u zemlju. Mjesec dana kasnije zajedno s generalom Sarkotićem na bečkom dvoru nagovarao je cara Karla I. na ujedinjenje BiH i Dalmacije s Hrvatskom i Slavonijom. 29. listopada 1918. Hrvatski sabor donosi odluku o ukidanju državno-pravnih veza s Austrijom i Ugarskom, te prijenosu vlasti sa Sabora na Narodno vijeće Slovenaca, Hrvata i Srba. Narodno vijeće ga je ostavilo na položaju bana, na kojem je bio do siječnja 1919. Smijenjen je u valu promjena na svim razinama - od kotarskih predstojnika do članova Vlade. Vratio se na svoje imanje u Kerestinec, gdje su mu seljaci oduzeli najbolje dijelove zemlje.

### Kabinet
- podban i odjelni predstojnik za unutarnje poslove: Vinko Krišković
- odjelni predstojnik za pravosuđe: Antun Badaj
- odjelni predstojnik za bogoštovlje i nastavu: Milan Rojc
- odjelni predstojnik za narodno gospodarstvo: Aurel Rauer

## Kraljevina Jugoslavija
Mihalović se nije uspio uključiti u vlast te se slabo prilagodio novom vremenu, iako je bio blizak srpskim radikalima te je trebao biti u političkoj milosti. Koncem 1920. bio je u kombinacijama za ponovno imenovanje banom, jer se Matko Laginja pokazao preslabim za Stjepana Radića, protivnika novog režima. 1922. kupio je dvorac Erdödy u Kerestincu u kojem je živio te je bio njegov posljednji vlasnik prije nego što je pretvoren u zatvor. Kerestinečki posjed imao je 650 jutara te se oko njega sukobio s dotadašnjim političkim saveznicima i prijateljima prilikom agrarne reforme. Kako se podosta zadužio tijekom njegove sanacije, bio je prisiljen pristati na suradnju s ministarstvom agrarne reforme. Materijalni položaj ponešto je popravio kad je ušao u vlasništvo jedne tvrtke za uvoz i prodaju automobila. U Kraljevini Jugoslaviji bio je član Jugoslavenske radikalne zajednice. Bio je vođa za Hrvatsku fašističke organizacije JUGORAS jugoslavenskog premijera Milana Stojadinovića, tzv. plavih košulja. 16. travnja 1936. nekolicina članova JUGORAS-a krenula je putem kroz okolna sela do Mihalovićevog dvorca u Kerestincu na sastanak. Putem su vikali parole protiv Mačeka i HSS-a, što je uznemirilo seljake. Pomislili su da idu napasti Mačeka u obližnji Kupinec. Ubrzo su se oboružali i opkolili dvorac te zahtijevali predaju JUGORAS-ovaca. Nato je iz dvorca izašao Mihalović s pištoljem, odbivši zahtjeve seljaka, na što su seljaci nasrnuli na njega te ga lakše ozlijedili i oteli mu pištolj. Razjareni seljaci potom su pobili sve JUGORAS-ovce. Nakon toga kupio je jedan mali stan na Pantovčaku i tamo se preselio, bojeći se da ga seljaci iz Kerestinca ne ubiju. Uz pomoć svog zeta, ministra dvora Milana Antića bio je 1936. imenovan senatorom te je taj položaj držao do raspada zemlje 1941.

## Kasniji život i smrt
Ustaše su ga zatvorile već prvih dana NDH. Iz zatvora je pušten nakon sedam mjeseci, a umro je u Zagrebu od kljenuti srca 1949. godine.

## Ostavština
Uvrštavanje natuknice o njemu u Jugoslavensku enciklopediju njen urednik, Miroslav Krleža - i sam njegov suvremenik - odbio je komentarom: